# Ma Yunfeng
Ma Yunfeng (chinesisch 马云峰, * 17. Oktober 1983 in Harbin) ist ein ehemaliger chinesischer Shorttracker.

## Werdegang
Ma holte bei der Winter-Universiade 2003 in Tarvisio die Goldmedaille über 3000 m und bei der in Winter-Universiade 2007 in Turin die Silbermedaille mit der Staffel. In der Saison 2009/10 gewann er bei den Teamweltmeisterschaften 2010 in Bormio die Bronzemedaille. Zudem wurde er bei den Weltmeisterschaften 2010 in Sofia Vierter mit der Staffel und belegte bei den Olympischen Winterspielen 2010 in Vancouver den 25. Platz über 1000 m, den 17. Rang über 500 m sowie den vierten Platz mit der Staffel.

## Erfolge

### Olympische Spiele
- 2010 Vancouver: 4. Platz Staffel, 17. Platz 500 m, 25. Platz 1000 m

### Shorttrack-Weltmeisterschaften
- 2010 Sofia: 4. Platz Staffel

### Teamweltmeisterschaften
- 2010 Bormio: 3. Platz